# Simulium acmeria
Simulium acmeria es una especie de insecto del género Simulium, familia Simuliidae, orden Diptera.
Fue descrita científicamente por Ono en 1978.